# Força de contato
Em física, força de contato é a força gerada no ponto de contato entre dois corpos, sendo assim, quando o contato é encerrado, a força deixa de agir sobre o corpo. Assim como todas as outras forças, esta é regida pela Segunda Lei de Newton, porém ocorre apenas quando estes objetos encontram-se em contato direto.
É uma força comum no dia-a-dia, e existem vários exemplos dela em diferentes situações, como uma pessoa empurrando um móvel. A força que a pessoa aplica no móvel assim como a força que o chão aplica em ambos para mantê-los acima dele são forças de contato. Algumas dessas forças são especialmente notórias, assim recebendo nomes diferenciados, como o atrito, a força normal e a tração.